# Cristina Scuccia
Cristina Scuccia, wcześniej znana jako Suor Scuccia lub Sister Christina (ur. 19 sierpnia 1988 na Sycylii) – włoska piosenkarka, była zakonnica, członkini zgromadzenia Orsoline della Sacra Famiglia (jednej z gałęzi rodziny urszulańskiej) w latach 2010–2022, zwyciężczyni konkursu The Voice of Italy 2 (2014).
W lipcu 2016 zaśpiewała dla pielgrzymów w Krakowie z okazji Światowych Dni Młodzieży.
W listopadzie 2022 roku ogłosiła publicznie swoją decyzję o wystąpieniu z zakonu.

## Życiorys i kariera artystyczna

### Młodość
Cristina Scuccia urodziła się w 1988 na Sycylii. Wychowywała się, jak sama określiła, w „zwykłej rodzinie”. Jej matka była gospodynią domową, a ojciec murarzem. Choć oboje rodzice byli żarliwymi katolikami, ich córka marzyła, by zostać piosenkarką. Lubiła słuchać piosenek takich artystek jak Céline Dion i Mariah Carey, śpiewała również w chórze kościelnym. Mając lat 19, zachęcona przez matkę, wzięła udział w przesłuchaniu kandydatek do musicalu zorganizowanego z okazji 100-lecia zakonu urszulanek. Zagrała w nim rolę siostry Rosy, założycielki gałęzi zakonu, do którego wkrótce wstąpiła. W czasie występów w musicalu, zatytułowanym Il coraggio di amare poczuła, jak stwierdziła w wywiadzie dla włoskiej filii „Vanity Fair”, powołanie do śpiewania. Później uczęszczała na lekcje śpiewu i tańca w Star Rose Academy w Rzymie, kierowanej przez Claudię Koll. W 2009 została postulatką. Jako nowicjuszka została wysłana na dwa lata do pracy do Brazylii. Tam odkryła, że muzyka i religia mogą ze sobą koegzystować. W 2012 złożyła pierwsze śluby zakonne. W tym samym roku przeniosła się do Mediolanu, prowadząc życie zakonnicy i pracując z dziećmi. W 2013 wygrała konkurs muzyki chrześcijańskiej, będący częścią Good News Festival.

### Zwycięstwo w programieThe Voice of Italy
5 czerwca 2014 zwyciężyła w finale programu The Voice of Italy, włoskiej wersji The Voice. W trakcie występów miała na sobie habit. Po zwycięstwie odmówiła modlitwę Ojcze nasz, wzywając publiczność w studiu i jurorów do przyłączenia się. Już jej pierwszy publiczny występ w marcu 2014 wzbudził światową sensację, kiedy w trakcie pierwszej fazy The Voice of Italy, mającej charakter blind audition, wystąpiła w habicie śpiewając piosenkę „No One” z repertuaru Alicii Keys; piosenka do dziś (2016-11-28) zanotowała ponad 85,9 miliona wyświetleń na kanale YouTube. Wtedy też wybrała na swego coacha włoskiego rapera J-Ax. Podziw dla jej występu wyraziły na Twitterze Alicia Keys oraz Whoopi Goldberg, gwiazda komedii Zakonnica w przebraniu z 1992 roku. Również na Twitterze swoją pozytywną opinię wyraził watykański kardynał Gianfranco Ravasi, który cytując 1. List św. Piotra stwierdził, iż każdy powinien służyć innym takim darem, jaki otrzymał (1P 4,10).

### Kariera artystyczna
W następstwie sukcesu w The Voice of Italy podpisała kontrakt nagraniowy z wytwórnią fonograficzną Universal Music Group.
20 października 2014 ukazał się singiel promujący jej debiutancki album, cover piosenki Madonny „Like a Virgin” z 1984. Album zatytułowany Sister Cristina ukazał się 10 listopada. Zdobył on we Francji status złotej płyty.
Tuż po jego opublikowaniu wystąpiła w musicalu Sister Act w reżyserii Saveria Marconiego.
Pod koniec lipca 2016 zaśpiewała dla zgromadzonych na Placu Szczepańskim w Krakowie pielgrzymów. Jej występ miał miejsce w ramach festiwalu Halleluya odbywającego się podczas Światowych Dni Młodzieży. Wzięła również udział w koncercie „Wierzę w Boże Miłosierdzie” (30 lipca), mającym charakter wydarzenia ekumenicznego, w trakcie którego na scenie wystąpili chrześcijanie z różnych wspólnot, w tym: Joshua Aaron, Krzysztof Antkowiak, Kuba Badach, Beata Bednarz, Kasia Cerekwicka, Wayne Ellington, Anna Gadt, Adam Krylik, Andrzej Lampert, Sean Simmonds, Mieczysław Szcześniak, Olga Szomańska, chór TGD i Kasia Wilk. Koncert poprowadził kompozytor Adam Sztaba, a teksty modlitw napisali krakowski biskup pomocniczy Grzegorz Ryś i franciszkanin Lech Dorobczyński, który był też autorem scenariusza koncertu. W sierpniu tego samego roku uczestniczyła w realizacji musicalu Titanic, w roli stworzonej specjalnie dla niej, wraz z udziałem 25 profesjonalnych aktorów, w tym Stefanii Seculin i Andrei De Majo w rolach głównych.
Później nastąpił okres przerwy w jej działalności scenicznej. Kolejne informacje o niej pojawiły się w 2019 roku, tuż przed pandemią COVID-19, kiedy wzięła udział w programie Ballando con le stelle. W tym samym roku nadeszła wiadomość, że Scuccia złożyła śluby wieczyste, które oznaczały jej ostateczne wstąpienie do zakonu Orsoline della Sacra Famiglia. Jednak podczas pandemii podjęła decyzję o porzuceniu życia zakonnego. Jak stwierdziła w wywiadzie dla Silvii Toffanin, prowadzącej talk-show Verissimo w Canale 5:

Covid mnie zatrzymał, to był ten moment, kiedy się zatrzymujesz, patrzysz na siebie w lustrze i mówisz sobie, czy jesteś OK, czy nie. Ten lęk przed rozczarowaniem pozostawił mnie w pułapce, wobec zakonnic, matki, rodziców. Nie było to łatwe, także dlatego, że pogodziłam się nie tylko ze zgromadzeniem i rodziną, ale także w pewien sposób z całym światem.

Stwierdziła również, że w trakcie podejmowania decyzji korzystała z pomocy psychologa.

### Wystąpienie z zakonu
W listopadzie 2022 ogłosiła, że występuje z zakonu, by poświęcić się karierze muzycznej, stwierdzając przy tym, że nie zamierza porzucić swojej drogi wiary.

## Dyskografia

### Albumy studyjne
Lista według Discogs
- Sister Cristina (2014)
- Felice (2018)

### Przeboje
- 2014 – „Like a Virgin”
- 2014 – „Blessed Be Your Name”